# Egas Cacintura
Egas Palanga dos Santos Cacintura (* 29. Oktober 1997 in Namibe) ist ein angolanischer Fußballspieler.

## Karriere
Cacintura kam als Student nach Krasnodar und spielte ab 2019 professionell Futsal für Nowaja Generazija. Zur Saison 2021/22 wechselte er von der Halle aufs Großfeld und schloss sich dem Erstligisten FK Ufa an.
Im Juli 2021 debütierte er gegen ZSKA Moskau in der Premjer-Liga. In seiner ersten Saison kam er zu 27 Einsätzen im Oberhaus, aus dem er mit Ufa zu Saisonende aber abstieg. In der Saison 2022/23 kam er zu 31 Einsätzen in der Perwenstwo FNL, aus der er mit Ufa aber ebenfalls abstieg.
Zur Saison 2023/24 wechselte Cacintura daraufhin zum Zweitligisten Dynamo Machatschkala. Für Dynamo spielte er 2023/24 33 Mal in der FNL, mit Machatschkala stieg er in die Premjer-Liga auf.